# Enzo Erminero
Enzo Erminero (Verona, 8 giugno 1931 – Verona, 26 novembre 2023) è stato un politico italiano.

## Biografia
Esponente veronese della Democrazia Cristiana, è stato eletto deputato nel 1968, rimanendo in carica a Montecitorio per quattro Legislature consecutive, fino al 1983.
Nel Governo Andreotti III è stato Sottosegretario di Stato al Ministero dell'industria, del commercio e dell'artigianato. Successivamente è stato Sottosegretario al Ministero delle finanze nel Governo Andreotti IV e poi Sottosegretario al Ministero del tesoro nel V Governo Andreotti e nel successivo Governo Cossiga I.
Dal 24 aprile al 1º dicembre 1993 ha ricoperto l'incarico di sindaco di Verona.